# Pocking
Pocking – miasto w Niemczech, w kraju związkowym Bawaria, w rejencji Dolna Bawaria, w regionie Donau-Wald, w powiecie Pasawa. Leży około 20 km na południowy zachód od Pasawy, nad rzeką Rott, przy drodze B12 i linii kolejowej Mühldorf am Inn – Pasawa, ok. 7 km od granicy austriackiej.
Prawa miejskie Pocking otrzymało w roku 1971. W roku 2005 liczba mieszkańców wynosiła 14 518, zaś gęstość zaludnienia - 224 osoby na km². W 2006 w mieście oddano do użytku największą na świecie elektrownię zasilaną promieniami słonecznymi. Posiada 62 500 ogniw słonecznych, które wytwarzają moc ok. 10 megawatów. Koszt tego przedsięwzięcia wyniósł ok. 40 mln euro.
W mieście znajduje się tor żużlowy, na którym odbywają się zawody rangi międzynarodowej, m.in. finały IMŚ (1993), MŚP (1986), IMEJ (2003), dwukrotnie turnieje GP Niemiec (1996, 1998), szereg turniejów kwalifikacyjnych i eliminacyjnych mistrzostw świata i Europy, jak również turnieje indywidualne i zawody żużlowe ligi niemieckiej.

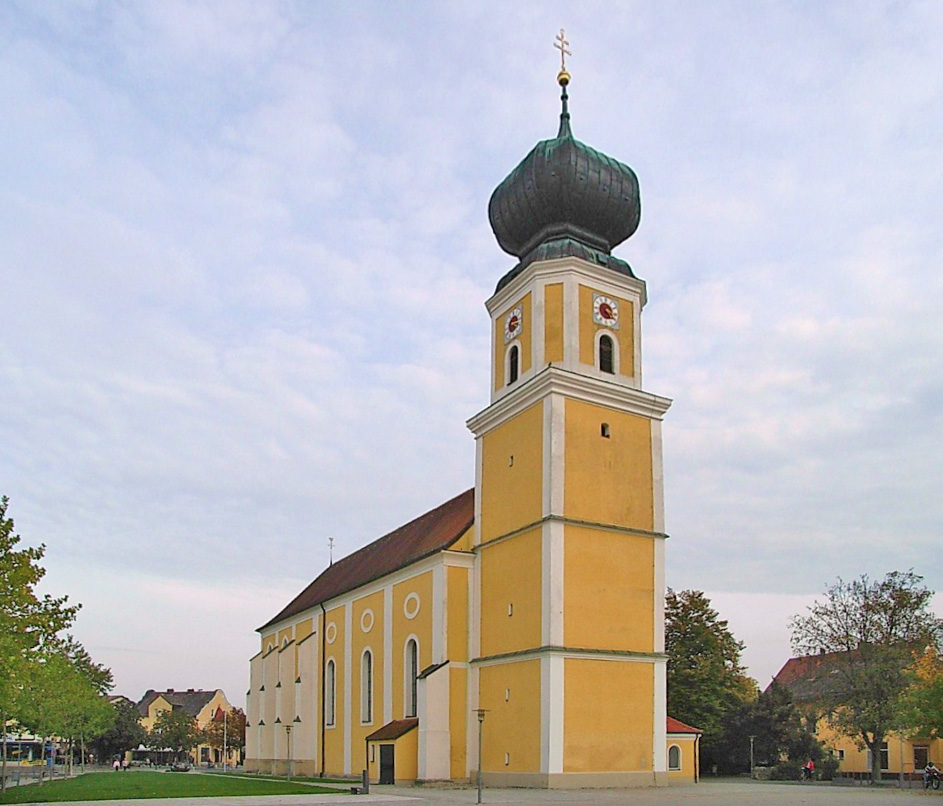
Kościół św. Ulryka (St. Ulrich)
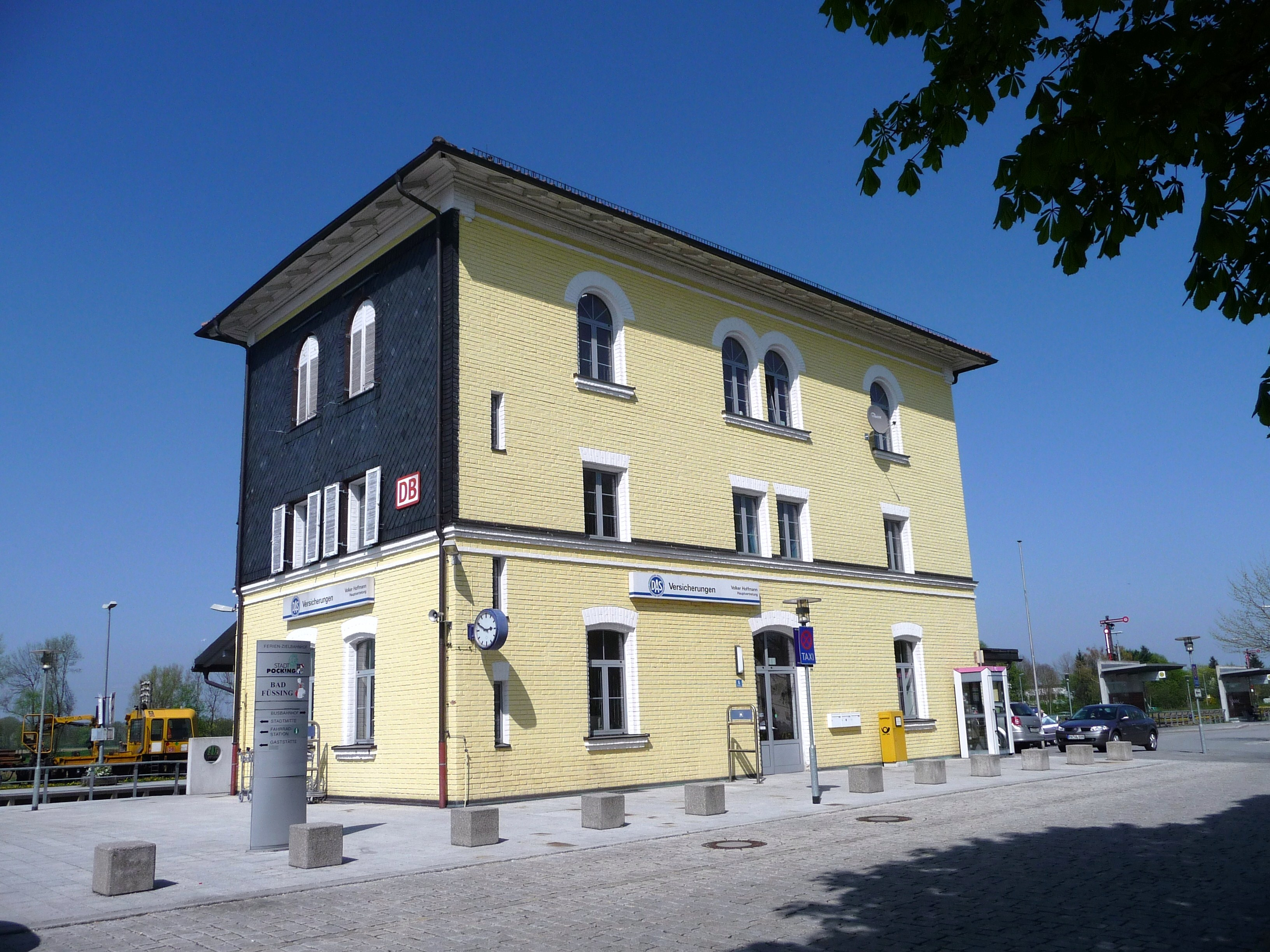
Dworzec kolejowy

## Współpraca
Miejscowość partnerska:
- Metulla, Izrael
- Pasawa, Bawaria